# Wereldkampioenschappen indooratletiek 1991
De wereldkampioenschappen indooratletiek 1991 werden gehouden van vrijdag 8 maart 1991 tot en met zondag 10 maart 1991 in de Spaanse stad Sevilla gehouden. In totaal namen 531 atleten uit 82 verschillende landen deel.
Bij dit kampioenschap werd het hink-stap-springen als demonstratiesport bij de vrouwen ingevoerd. Deze wedstrijd was geen officieel kampioenschap, hierdoor viel er ook geen wereldtitel te behalen.

## Wereldrecords
| Onderdeel           | Nationaliteit | Naam                                                           | Datum         | Prestatie | Ronde  |
| ------------------- | ------------- | -------------------------------------------------------------- | ------------- | --------- | ------ |
| 200 m               | JAM           | Merlene Ottey                                                  | 10 maart 1991 | 22,24 s   | finale |
| 5000 m snelwandelen | URS           | Michail Sjtsjennikov                                           | 10 maart 1991 | 18.23,55  | finale |
| hink-stap-springen  | URS           | Inessa Kravets                                                 | 9 maart 1991  | 14,30 m   | finale |
| hink-stap-springen  | URS           | Inessa Kravets                                                 | 9 maart 1991  | 14,39 m   | finale |
| hink-stap-springen  | URS           | Inessa Kravets                                                 | 9 maart 1991  | 14,44 m   | finale |
| 3000 m snelwandelen | GER           | Beate Anders                                                   | 9 maart 1991  | 11.50,90  | finale |
| 4 x 400 m estafette | GER           | Rico Lieder Jens Carlowitz Karsten Just Thomas Schönlebe       | 10 maart 1991 | 3.03,05   | finale |
| 4 x 400 m estafette | GER           | Sandra Seuser Kathrin Schreiter Annett Hesselbarth Grit Breuer | 10 maart 1991 | 3.27,22   | finale |

## Deelnemers

### Nederland
- Ton Baltus
  - 800 m - 3e in de series met 1.50,78
- Rob de Brouwer
  - 3000 m - 10e in de finale met 7.51,69
- Nelli Cooman-Fiere
  - 60 m - 5e in de halve finale met 7,28 s
- Robin van Helden
  - 1500 m - 7e in de finale met 3.46,33
- Han Kulker
  - 1500 m - 5e in de finale met 3.45,93
- Elly van Hulst
  - 3000 m - 9e in de finale met 9.05,16
- Yvonne van der Kolk
  - 1500 m - 5e in de finale met 4.06,86
- Frans Maas
  - verspringen - 17e in de kwalificatieronde met 7,71 m

### België
- Sylvia Dethier
  - 60 m horden - 7e in de halve finale met 8,21 s
- Jeroen Fischer
  - 200 m - 5e in de halve finale met 21,73 s
- Patrick Stevens
  - 200 m - 3e in de halve finale met 21,33 s

## Uitslagen

### 60 m
| rang   | land | naam             | prestatie |
| ------ | ---- | ---------------- | --------- |
| Goud   | USA  | Andre Cason      | 6,54 s    |
| Zilver | GBR  | Linford Christie | 6,55 s    |
| Brons  | NGR  | Chidi Imoh       | 6,60 s    |
| 4      | CAN  | Ben Johnson      | 6,61 s    |
| 5      | CUB  | Andrés Simón     | 6,61 s    |
| 6      | CUB  | Joel Isasi       | 6,64 s    |
| 7      | URS  | Vitaliy Savin    | 6,66 s    |
| 8      | CAN  | Bruny Surin      | 6,66 s    |

| rang   | land | naam            | prestatie |
| ------ | ---- | --------------- | --------- |
| Goud   | URS  | Irina Privalova | 7,02 s    |
| Zilver | JAM  | Merlene Ottey   | 7,08 s    |
| Brons  | CUB  | Liliana Allen   | 7,12 s    |
| 4      | USA  | Gwen Torrence   | 7,13 s    |
| 5      | BAH  | Pauline Davis   | 7,16 s    |
| 6      | GER  | Katrin Krabbe   | 7,20 s    |
| 7      | USA  | Michelle Finn   | 7,23 s    |
| 8      | FIN  | Sisko Hanhijoki | 7,25 s    |

### 200 m
| rang   | land | naam             | prestatie |
| ------ | ---- | ---------------- | --------- |
| Goud   | BUL  | Nikolay Antonov  | 20,67 s   |
| Zilver | GBR  | Linford Christie | 20,72 s   |
| Brons  | GBR  | Ade Mafe         | 20,92 s   |
| 4      | USA  | Thomas Jefferson | 21,11 s   |
| 5      | ESP  | Miguel Gómez     | 21,29 s   |
| 6      | URS  | Andrey Fedoriv   | 21,65 s   |

| rang   | land | naam              | prestatie    |
| ------ | ---- | ----------------- | ------------ |
| Goud   | JAM  | Merlene Ottey     | 22,24 s (WR) |
| Zilver | URS  | Irina Privalova   | 22,41 s      |
| Brons  | GER  | Grit Breuer       | 22,58 s      |
| 4      | GER  | Andrea Thomas     | 22,94 s      |
| 5      | URS  | Galina Malchugina | 23,20 s      |
| 6      | FIN  | Sisko Hanhijoki   | 24,10 s      |

### 400 m
| rang   | land | naam            | prestatie |
| ------ | ---- | --------------- | --------- |
| Goud   | JAM  | Devon Morris    | 46,17 s   |
| Zilver | KEN  | Samson Kitur    | 46,21 s   |
| Brons  | ESP  | Cayetano Cornet | 46,52 s   |
| 4      | USA  | Chip Jenkins    | 47,18 s   |
| 5      | JAM  | Howard Burnett  | 47,84 s   |
| 6      | TUN  | Alvin Daniel    | 1.02,39   |

| rang   | land | naam                | prestatie |
| ------ | ---- | ------------------- | --------- |
| Goud   | USA  | Diane Dixon         | 50,64 s   |
| Zilver | ESP  | Sandra Myers        | 50,99 s   |
| Brons  | SUI  | Anita Protti        | 51,41 s   |
| 4      | URS  | Aelita Yurchenko    | 51,59 s   |
| 5      | USA  | Jearl Miles-Clark   | 52,00 s   |
| 6      | URS  | Lyudmila Dzhigalova | 52,19 s   |

### 800 m
| rang   | land | naam            | prestatie |
| ------ | ---- | --------------- | --------- |
| Goud   | KEN  | Paul Ereng      | 1.47,08   |
| Zilver | ESP  | Tomás de Teresa | 1.47,82   |
| Brons  | CAN  | Simon Hoogewerf | 1.47,88   |
| 4      | USA  | Stanley Redwine | 1.47,98   |
| 5      | GER  | Joachim Dehmel  | 1.50,58   |
| -      | KEN  | William Tanui   | DSQ       |

| rang   | land | naam              | prestatie |
| ------ | ---- | ----------------- | --------- |
| Goud   | GER  | Christine Wachtel | 2.01,51   |
| Zilver | ROU  | Violeta Beclea    | 2.01,75   |
| Brons  | ROU  | Ella Kovacs       | 2.01,79   |
| 4      | URS  | Lyubov Tsyoma     | 2.02,04   |
| 5      | CAN  | Charmaine Crooks  | 2.02,27   |
| 6      | USA  | Meredith Rainey   | 2.04,82   |

### 1500 m
| rang   | land | naam               | prestatie |
| ------ | ---- | ------------------ | --------- |
| Goud   | ALG  | Noureddine Morceli | 3.41,57   |
| Zilver | ESP  | Fermín Cacho       | 3.42,68   |
| Brons  | POR  | Mario Silva        | 3.43,85   |
| 4      | IRL  | Marcus O’Sullivan  | 3.44,79   |
| 5      | NED  | Han Kulker         | 3.45,93   |
| 6      | USA  | Jeff Atkinson      | 3.46,25   |
| 7      | GER  | Michael Busch      | 3.46,72   |
| 8      | MAR  | Abdelaziz Sahere   | 3.47,04   |

| rang   | land | naam                 | prestatie |
| ------ | ---- | -------------------- | --------- |
| Goud   | URS  | Ljoedmila Rogatsjova | 4.05,09   |
| Zilver | TCH  | Ivana Kubesová       | 4.06,22   |
| Brons  | ROU  | Tudorita Chidu       | 4.06,27   |
| 4      | ROU  | Doina Melinte        | 4.06,65   |
| 5      | NED  | Yvonne van der Kolk  | 4.06,86   |
| 6      | GER  | Yvonne Graham        | 4.07,30   |
| 7      | USA  | Alisa Hill           | 4.08,54   |
| 8      | USA  | Gina Procaccio       | 4.19,51   |

### 3000 m
| rang   | land | naam               | prestatie |
| ------ | ---- | ------------------ | --------- |
| Goud   | IRL  | Frank O’Mara       | 7.41,14   |
| Zilver | MAR  | Brahim Boutayeb    | 7.43,64   |
| Brons  | GBR  | Rob Denmark        | 7.43,90   |
| 4      | DEN  | Mogens Guldberg    | 7.44,76   |
| 5      | USA  | John Scherer       | 7.45,12   |
| 6      | FRA  | Pascal Thiébaut    | 7.47,51   |
| 7      | ESP  | José Luis González | 7.48,44   |
| 8      | RWA  | Matias Ntawulikura | 7.48,92   |

| rang   | land | naam               | prestatie |
| ------ | ---- | ------------------ | --------- |
| Goud   | FRA  | Marie-Pierre Duros | 8.50,69   |
| Zilver | ROU  | Margareta Keszeg   | 8.51,51   |
| Brons  | URS  | Lyubov Kremlyova   | 8.51,90   |
| 4      | POR  | Albertina Dias     | 8.55,45   |
| 5      | FIN  | Carita Sunell      | 8.56,11   |
| 6      | FRA  | Rosario Murcia     | 8.56,20   |
| 7      | GBR  | Sonia McGeorge     | 8.56,67   |
| 8      | USA  | Elaine Van Blunk   | 8.58,23   |

### 60 m horden
| rang   | land | naam             | prestatie |
| ------ | ---- | ---------------- | --------- |
| Goud   | USA  | Greg Foster      | 7,45 s    |
| Zilver | URS  | Igor Kazanov     | 7,47 s    |
| Brons  | CAN  | Mark McKoy       | 7,49 s    |
| 4      | CUB  | Emilio Valle     | 7,60 s    |
| 5      | URS  | Sergey Usov      | 7,66 s    |
| 6      | FRA  | Philippe Tourret | 7,66 s    |
| 7      | ROU  | Georg Boroi      | 7,67 s    |
| 8      | USA  | Jack Pierce      | 7,68 s    |

| rang   | land | naam              | prestatie |
| ------ | ---- | ----------------- | --------- |
| Goud   | URS  | Ludmila Engquist  | 7,88 s    |
| Zilver | FRA  | Monique Tourret   | 7,90 s    |
| Brons  | CUB  | Aliuska López     | 8,03 s    |
| 4      | URS  | Lidia Yurkova     | 8,03 s    |
| 5      | FRA  | Anne Piquereau    | 8,04 s    |
| 6      | ROU  | Michaela Pogacian | 8,04 s    |
| 7      | USA  | Kim McKenzie      | 8,05 s    |
| 8      | CUB  | Odalys Adams      | 8,11 s    |

### 3000 m snelwandelen/5000 m snelwandelen
| rang   | land | naam                   | prestatie     |
| ------ | ---- | ---------------------- | ------------- |
| Goud   | URS  | Michail Sjtsjennikov   | 18.23,55 (WR) |
| Zilver | ITA  | Giovanni De Benedictis | 18.23,60      |
| Brons  | URS  | Frants Kostyukevich    | 18.47,05      |
| 4      | ESP  | Miguel Prieto          | 18.53.83      |
| 5      | ESP  | Valentí Massana        | 19.08,79      |
| 6      | HUN  | Sándor Urbanik         | 19.11,85      |
| 7      | GER  | Bernd Gummelt          | 19.21,97      |
| 8      | IRL  | Jimmy McDonald         | 19.24,91      |

| rang   | land | naam               | prestatie     |
| ------ | ---- | ------------------ | ------------- |
| Goud   | GER  | Beate Anders       | 11.50,90 (WR) |
| Zilver | AUS  | Kerry Saxby-Junna  | 12.03,21      |
| Brons  | ITA  | Ileana Salvador    | 12.07,67      |
| 4      | URS  | Olga Kardapoltseva | 12.07,70      |
| 5      | URS  | Jelena Nikolajeva  | 12.09,60      |
| 6      | ESP  | Emilia Cano        | 12.40,87      |
| 7      | ESP  | Olga Sánchez       | 12.54,40      |
| 8      | TCH  | Zuzana Zemková     | 12.59,85      |

### Verspringen
| rang   | land | naam                  | prestatie |
| ------ | ---- | --------------------- | --------- |
| Goud   | GER  | Dietmar Haaf          | 8,15 m    |
| Zilver | CUB  | Jaime Jefferson       | 8,04 m    |
| Brons  | ITA  | Giovanni Evangelisti  | 7,93 m    |
| 4      | GRE  | Konstantin Koukodimos | 7,92 m    |
| 5      | ROU  | Bogdan Tudor          | 7,88 m    |
| 6      | TCH  | Robert ZmelÌk         | 7,83 m    |
| 7      | URS  | Dmitry Bagryano       | 7,82 m    |
| 8      | GER  | André Müller          | 7,75 m    |

| rang   | land | naam               | prestatie |
| ------ | ---- | ------------------ | --------- |
| Goud   | URS  | Larisa Berezjna    | 6,84 m    |
| Zilver | GER  | Heike Drechsler    | 6,82 m    |
| Brons  | ROU  | Marieta Ilcu       | 6,74 m    |
| 4      | URS  | Inessa Kravets     | 6,71 m    |
| 5      | CUB  | Niurka Montalvo    | 6,68 m    |
| 6      | AUS  | Nicole Staines     | 6,66 m    |
| 7      | ITA  | Valentina Uccheddu | 6,58 m    |
| 8      | USA  | Carol Lewis        | 6,55 m    |

### Hink-stap-springen
| rang   | land | naam             | prestatie |
| ------ | ---- | ---------------- | --------- |
| Goud   | URS  | Igor Lapshin     | 17,31 m   |
| Zilver | URS  | Leonid Voloshin  | 17,04 m   |
| Brons  | SWE  | Tord Henriksson  | 16,80 m   |
| 4      | CHN  | Zhu Sixin        | 16,78 m   |
| 5      | GER  | Volker Mai       | 16,74 m   |
| 6      | CHN  | Chen Yanping     | 16,70 m   |
| 7      | ITA  | Dario Badinelli  | 16,62 m   |
| 8      | BAH  | Frank Rutherford | 16,61 m   |

| rang   | land | naam              | prestatie    |
| ------ | ---- | ----------------- | ------------ |
| Goud   | URS  | Inessa Kravets    | 14,44 m (WR) |
| Zilver | CHN  | Li Huirong        | 13,98 m      |
| Brons  | BUL  | Sofia Bozhanova   | 13,62 m      |
| 4      | YUG  | Tamara Malesev    | 13,35 m      |
| 5      | POR  | Ana Oliveira      | 13,22 m      |
| 6      | ROU  | Octavia Iacob     | 13,08 m      |
| 7      | CHN  | Li Jing           | 13,06 m      |
| 8      | JAM  | Diane Sommerville | 12,89 m      |

### Hoogspringen
| rang   | land | naam             | prestatie |
| ------ | ---- | ---------------- | --------- |
| Goud   | USA  | Hollis Conway    | 2,40 m    |
| Zilver | POL  | Artur Partyka    | 2,37 m    |
| Brons  | CUB  | Javier Sotomayor | 2,31 m    |
| 4      | URS  | Aleksey Yemelin  | 2,31 m    |
| 5      | YUG  | Stevan Zoric     | 2,31 m    |
| 6      | USA  | Charles Austin   | 2,31 m    |
| 7      | ROU  | Sorin Matei      | 2,31 m    |
| 8      | AUS  | Tim Forsyth      | 2,28 m    |

| rang   | land | naam              | prestatie |
| ------ | ---- | ----------------- | --------- |
| Goud   | GER  | Heike Henkel      | 1,99 m    |
| Zilver | URS  | Tamara Bykova     | 1,97 m    |
| Brons  | GER  | Heike Balck       | 1,94 m    |
| 4      | USA  | Yolanda Henry     | 1,91 m    |
| 5      | GBR  | Debbi Marti       | 1,91 m    |
| 6      | POL  | Donata Jancewicz  | 1,88 m    |
| 6      | URS  | Yelena Rodina     | 1,88 m    |
| 8      | BRA  | Orlane dos Santos | 1,88 m    |
| 8      | BUL  | Svetlana Leseva   | 1,88 m    |

### Polsstokhoogspringen
| rang   | land | naam              | prestatie |
| ------ | ---- | ----------------- | --------- |
| Goud   | URS  | Serhij Boebka     | 6,00 m    |
| Zilver | URS  | Viktor Ryzhenkov  | 5,80 m    |
| Brons  | FRA  | Ferenc Salbert    | 5,70 m    |
| 4      | USA  | Kory Tarpenning   | 5,70 m    |
| 5      | AUT  | Hermann Fehringer | 5,70 m    |
| 6      | SWE  | Peter Widén       | 5,70 m    |
| 7      | ESP  | Javier GarcÌa     | 5,60 m    |
| 8      | GER  | Bernhard Zintl    | 5,50 m    |

### Kogelstoten
| rang   | land | naam              | prestatie |
| ------ | ---- | ----------------- | --------- |
| Goud   | SUI  | Werner Günthör    | 21,17 m   |
| Zilver | AUT  | Klaus Bodenmüller | 20,42 m   |
| Brons  | USA  | Ron Backes        | 20,06 m   |
| 4      | ISL  | Pétur Gudmundsson | 19,81 m   |
| 5      | NOR  | Lars-Arvid Nilsen | 19,69 m   |
| 6      | CHI  | Gert Weil         | 19,56 m   |
| 7      | GER  | Oliver-Sven Buder | 19,41 m   |
| 8      | USA  | Art McDermott     | 19,03 m   |

| rang   | land | naam                | prestatie |
| ------ | ---- | ------------------- | --------- |
| Goud   | CHN  | Sui Xinmei          | 20,54 m   |
| Zilver | CHN  | Huang Zhihong       | 20,33 m   |
| Brons  | URS  | Natalja Lisovskaja  | 19,99 m   |
| 4      | GER  | Stephanie Storp     | 19,43 m   |
| 5      | CUB  | Belsy Laza          | 18,90 m   |
| 6      | GER  | Kathrin Neimke      | 18,77 m   |
| 7      | USA  | Connie Price-Smith  | 18,59 m   |
| 8      | URS  | Svetlana Kriveljova | 18,58 m   |

### 4 x 400 m estafette
| rang   | land | naam                                                                          | prestatie    |
| ------ | ---- | ----------------------------------------------------------------------------- | ------------ |
| Goud   | GER  | Rico Lieder Jens Carlowitz Karsten Just Thomas Schönlebe                      | 3.03,05 (WR) |
| Zilver | USA  | Raymond Pierre Chip Jenkins Andrew Valmon Antonio McKay                       | 3.03,24      |
| Brons  | ITA  | Marco Vacari Vito Petrella Alessandro Aimar Andrea Nuti                       | 3.05,51      |
| 4      | AUS  | Paul Greene Mark Garner Rohan Robinson Steven Perry                           | 3.08.49      |
| 5      | URS  | Vyacheslav Kocheryagin Dmitriy Golovastov Vladimir Prosin Valery Starodubtsev | 3.09,20      |
| 6      | JAM  | Devon Morris Lay Lynval Evon Clarke Howard Burnett                            | 3.10,33      |

| rang   | land | naam                                                                        | prestatie    |
| ------ | ---- | --------------------------------------------------------------------------- | ------------ |
| Goud   | GER  | Sandra Seuser Katrin Schreiter Annett Hesselbarth Grit Breuer               | 3.27,22 (WR) |
| Zilver | URS  | Marina Sjmonina Lyudmila Dzhigalova Margarita Ponomaryova Aelita Yurchenko  | 3.27,95      |
| Brons  | USA  | Terri Dendy Lillie Leatherwood Jearl Miles-Clark Diane Dixon                | 3.29,00      |
| 4      | ESP  | Sandra Myers Julia Merino Gregoria Ferrer Esther Lahoz                      | 3.31,86      |
| 5      | FRA  | Elsa Devassoigne Marie Christine Cazier-Ballo Evelyne Elien Viviane Dorsile | 3.34,05      |
| -      | -    | Geen zesde deelnemende ploeg                                                | -            |

## Verklaring
- WR: Wereldrecord
- WMR: Wereldkampioenschapsrecord
- AR: Werelddeel record
- NR: Nationaal record
- WL: Beste jaarprestatie
- PB: Persoonlijk record
- SB: Beste seizoensprestatie

## Medaillespiegel
| Rang | Land                | Aantal | Goud | Zilver | Brons |
| ---- | ------------------- | ------ | ---- | ------ | ----- |
| 1    | Sovjet-Unie         | 7      | 6    | 4      | 17    |
| 2    | Duitsland           | 6      | 1    | 2      | 9     |
| 3    | Verenigde Staten    | 3      | 1    | 2      | 6     |
| 4    | Jamaica             | 2      | 1    | –      | 3     |
| 5    | Frankrijk           | 1      | 1    | 1      | 3     |
| 6    | China               | 1      | 1    | –      | 2     |
|      | Kenia               | 1      | 1    | –      | 2     |
| 8    | Canada              | 1      | –    | 2      | 3     |
| 9    | Zwitserland         | 1      | –    | 1      | 2     |
| 10   | Algerije            | 1      | –    | –      | 1     |
|      | Bulgarije           | 1      | –    | –      | 1     |
|      | Ierland             | 1      | –    | –      | 1     |
| 13   | Spanje              | –      | 3    | 1      | 4     |
| 14   | Roemenië            | –      | 2    | 3      | 5     |
| 15   | Verenigd Koninkrijk | –      | 2    | 2      | 4     |
| 16   | Italië              | –      | 1    | 3      | 4     |
|      | Cuba                | –      | 1    | 3      | 4     |
| 18   | Australië           | –      | 1    | –      | 1     |
|      | Marokko             | –      | 1    | –      | 1     |
|      | Oostenrijk          | –      | 1    | –      | 1     |
|      | Polen               | –      | 1    | –      | 1     |
|      | Tsjecho-Slowakije   | –      | 1    | –      | 1     |
| 23   | Nigeria             | –      | –    | 1      | 1     |
|      | Portugal            | –      | –    | 1      | 1     |
|      | Zweden              | –      | –    | 1      | 1     |

Parijs 1985 · 
Indianapolis 1987 · 
Boedapest 1989 · 
Sevilla 1991 · 
Toronto 1993 · 
Barcelona 1995 · 
Parijs 1997 · 
Maebashi 1999 · 
Lissabon 2001 · 
Birmingham 2003 · 
Boedapest 2004 · 
Moskou 2006 · 
Valencia 2008 ·
Doha 2010 ·
Istanboel 2012 ·
Sopot 2014 ·
Portland 2016 · 
Birmingham 2018 ·
Belgrado 2022 · 
Glasgow 2024 · 
Nanjing 2025 · 
Toruń 2026
Belgische medaillewinnaars · Nederlandse medaillewinnaars